# Pirol-2-karboksilatna dekarboksilaza
Pirol-2-karboksilatna dekarboksilaza (EC 4.1.1.93) je enzim sa sistematskim imenom pirol-2-karboksilat karboksilijaza. Ovaj enzim katalizuje sledeću hemijsku reakciju
(1) pirol-2-karboksilat {\displaystyle \rightleftharpoons } pirol + 2
(2) pirol-2-karboksilat + H2O {\displaystyle \rightleftharpoons } pirol + 3-
Ovaj enzim katalizuje reakcije karboksilacije i dekarboksilacije.

## Literatura
- Nicholas C. Price; Lewis Stevens (1999). Fundamentals of Enzymology: The Cell and Molecular Biology of Catalytic Proteins (Third изд.). USA: Oxford University Press. ISBN 019850229X.
- Eric J. Toone (2006). Advances in Enzymology and Related Areas of Molecular Biology, Protein Evolution (Volume 75 изд.). Wiley-Interscience. ISBN 0471205036.
- Branden C; Tooze J. Introduction to Protein Structure. New York, NY: Garland Publishing. ISBN 0-8153-2305-0.
- Irwin H. Segel. Enzyme Kinetics: Behavior and Analysis of Rapid Equilibrium and Steady-State Enzyme Systems (Book 44 изд.). Wiley Classics Library. ISBN 0471303097.

## Spoljašnje veze
- Pyrrole-2-carboxylate+decarboxylase на 